# 第96回国会
第96回国会（だい96かいこっかい）は、1981年（昭和56年）12月21日から1982年 （昭和57年）8月21日まで開かれた通常国会である。

## 概要
当初の会期は150日間だったが、1982年5月19日に94日間の会期延長を議決した。94日間会期延長は1回の議決による実質的な延長幅としては2014年まで最長であった。
この国会では、参議院議員通常選挙に比例代表制を導入する公職選挙法改正案が審議された。

## 各党・会派の議席数

### 参議院
計252、1981年（昭和56年）12月21日現在。
- 自由民主党・自由国民会議 - 135
- 日本社会党 - 47
- 公明党・国民会議 - 27
- 日本共産党 - 12
- 民社党・国民連合 - 11
- 新政クラブ - 7
- 第二院クラブ - 3
- 一の会 - 3
- 無所属 - 3
- 欠員 - 4